# Vicariato apostolico di Esmeraldas
Il vicariato apostolico di Esmeraldas (in latino Vicariatus Apostolicus Esmeraldensis) è una sede della Chiesa cattolica in Ecuador immediatamente soggetta alla Santa Sede. Nel 2022 contava 492.503 battezzati su 605.053 abitanti. È retto dal vescovo Antonio Crameri, S.S.C.

## Territorio
Il vicariato apostolico comprende la provincia di Esmeraldas, in Ecuador.
Sede del vicariato è la città di Esmeraldas, dove si trova la cattedrale di Cristo Re.
Il territorio è suddiviso in 26 parrocchie.

## Storia
La prefettura apostolica di Esmeraldas fu eretta il 14 dicembre 1945 con la bolla Ad dominicum gregem di papa Pio XII, ricavandone il territorio dalla diocesi di Portoviejo (oggi arcidiocesi).
Il 14 novembre 1957 la prefettura apostolica è stata elevata a vicariato apostolico con la bolla Solet Apostolica dello stesso papa Pio XII.

## Cronotassi dei vescovi
Si omettono i periodi di sede vacante non superiori ai 2 anni o non storicamente accertati.
- Hieroteo de la Santísima Virgen del Carmen Valbuena Álvarez, O.C.D. † (25 ottobre 1946 - 28 luglio 1954 dimesso)
  - Sede vacante (1954-1957)
- Angelo Barbisotti, F.S.C.I. † (14 novembre 1957 - 17 settembre 1972 deceduto)
- Enrico Bartolucci Panaroni, M.C.C.I. † (14 giugno 1973 - 10 febbraio 1995 deceduto)
- Eugenio Arellano Fernández, M.C.C.I. (1º giugno 1995 - 5 luglio 2021 ritirato)
- Antonio Crameri, S.S.C., dal 5 luglio 2021

## Statistiche
Il vicariato apostolico nel 2022 su una popolazione di 605.053 persone contava 492.503 battezzati, corrispondenti all'81,4% del totale.
| anno | popolazione | popolazione | popolazione | presbiteri | presbiteri | presbiteri | presbiteri                | diaconi | religiosi | religiosi | parrocchie |
| anno | battezzati  | totale      | %           | numero     | secolari   | regolari   | battezzati per presbitero | diaconi | uomini    | donne     | parrocchie |
| ---- | ----------- | ----------- | ----------- | ---------- | ---------- | ---------- | ------------------------- | ------- | --------- | --------- | ---------- |
| 1950 | 73.000      | 80.000      | 91,3        | 13         | 1          | 12         | 5.615                     |         | 13        | 9         | 4          |
| 1966 | 125.000     | 140.000     | 89,3        | 27         |            | 27         | 4.629                     |         | 34        | 39        | 11         |
| 1968 | ?           | 163.585     | ?           | 30         |            | 30         | ?                         |         | 37        | 35        | 14         |
| 1976 | 212.000     | 215.000     | 98,6        | 37         | 4          | 33         | 5.729                     |         | 48        | 69        | 16         |
| 1980 | 243.736     | 273.827     | 89,0        | 37         | 13         | 24         | 6.587                     |         | 34        | 77        | 17         |
| 1990 | 307.000     | 366.000     | 83,9        | 39         | 14         | 25         | 7.871                     |         | 34        | 82        | 17         |
| 1999 | 370.000     | 415.000     | 89,2        | 40         | 15         | 25         | 9.250                     |         | 36        | 118       | 22         |
| 2000 | 408.330     | 490.000     | 83,3        | 50         | 24         | 26         | 8.166                     |         | 34        | 115       | 22         |
| 2001 | 408.330     | 490.000     | 83,3        | 55         | 32         | 23         | 7.424                     |         | 33        | 130       | 22         |
| 2002 | 416.324     | 490.000     | 85,0        | 54         | 27         | 27         | 7.709                     |         | 36        | 130       | 22         |
| 2003 | 425.917     | 490.000     | 86,9        | 50         | 25         | 25         | 8.518                     |         | 34        | 129       | 22         |
| 2004 | 434.105     | 490.000     | 88,6        | 52         | 29         | 23         | 8.348                     | 8       | 31        | 117       | 22         |
| 2010 | 493.000     | 542.000     | 91,0        | 56         | 33         | 23         | 8.803                     | 8       | 28        | 136       | 22         |
| 2014 | 427.928     | 520.000     | 82,3        | 60         | 37         | 23         | 7.132                     | 9       | 29        | 114       | 24         |
| 2017 | 459.934     | 557.263     | 82,5        | 57         | 40         | 17         | 8.069                     | 9       | 29        | 123       | 25         |
| 2020 | 488.000     | 588.120     | 83,0        | 57         | 41         | 16         | 8.561                     | 9       | 25        | 128       | 26         |
| 2022 | 492.503     | 605.053     | 81,4        | 60         | 40         | 20         | 8.208                     | 9       | 29        | 128       | 26         |